# Du démon de Socrate: specimen d'une application de la science psychologique à celle de l'histoire
Du démon de Socrate: specimen d'une application de la science psychologique à celle de l'histoire o El demonio de Sócrates: Muestra de una aplicación de la ciencia psicológica a través de la Historia (en español) es un libro escrito por François Lélut y publicado por primera vez en 1856 en París Está escrito originalmente en francés y narra la historia del demonio de Sócrates, una voz que le mostraba el futuro y a veces le dictaba su conducta, a la vez que expone las causas psicológicas que pudieron incentivar tal hecho.
Este libro está en dominio público y puede ser consultado en línea y descargado de Google Books desde enlace o de Internet Archive desde enlace.